# 224e régiment d'infanterie (France)
Le 224e régiment d'infanterie (224e RI) est un régiment d'infanterie de l'Armée de terre française constitué en 1914 avec les bataillons de réserve du 24e régiment d'infanterie. Il combat pendant la Première et la Seconde Guerre mondiale.

## Création et différentes dénominations
- Août 1914 : 224e régiment d'infanterie
- 5 avril 1919 : dissolution
- 1939 : 224e demi-brigade d'infanterie
- 16 janvier 1940 : 224e régiment d'infanterie
- juillet 1940 : dissolution

## Historique des garnisons, combats et batailles du224eRI

### Première Guerre mondiale

#### Affectations
À la mobilisation, casernement à Caen. Le régiment est rattaché à la 106e brigade d'infanterie de la 53e division d'infanterie, 3e région militaire, 4e groupe de réserve.
- 53e division d'infanterie d'août 1914 à août 1916.
- 158e division d'infanterie d'août 1916 à novembre 1917.
- 5e division d'infanterie du 5 novembre 1917 à novembre 1918.

#### 1914
Bataille de Guise, Bataille de la Marne (notamment à Berry-au-Bac), Somme (Méricourt).

#### 1915

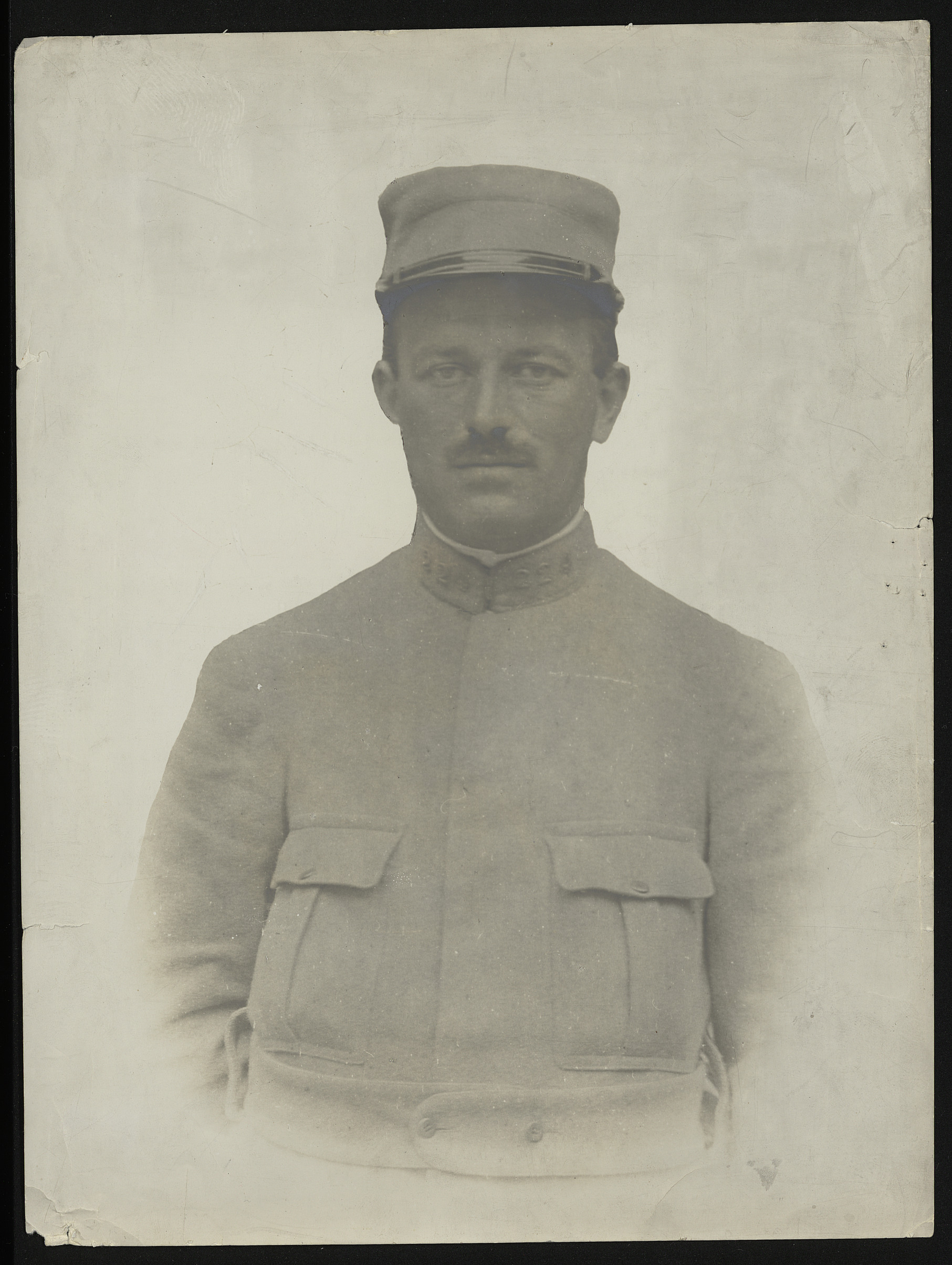
Le sous-lieutenant Belloir, tué le 29 septembre 1915.

Offensive d'Artois, Bataille de Champagne

#### 1916
Bataille de la Somme : combat à Harbonnières, Soyécourt, Guillaucourt, Estrèes.
Le 224e R.I étant cité deux fois (le 24 septembre 1914 et le 21 octobre 1915) à l'ordre de l'armée pour sa brillante conduite devant l'ennemi, a droit au port de la fourragère aux couleurs du ruban de la croix de guerre. Il est après le 152e régiment d'infanterie et avant le 329e régiment d'infanterie, le deuxième régiment titulaire de cet insigne.

#### 1917
L'Aisne...Offensive de L'Aisne...

#### 1918
Offensive de L'Aisne...Flandres...

#### 1919
Le régiment entre en Allemagne (Palatinat) en février 1919 puis est dissout le 5 avril.

### Seconde Guerre mondiale
Il est formé le 1er décembre 1939 en tant que 224e demi-brigade d'infanterie et appartient au groupement Littoral Nord. Ce dernier devient la 68e division d'infanterie et la demi-brigade devient un régiment d'infanterie le 16 janvier 1940. Le régiment est sous les ordres du lieutenant-colonel Cante.
À la suite de l'invasion allemande des Pays-Bas, le régiment participe à l’exécution de la manœuvre Dyle-Breda. Les premiers éléments embarquent le 10 mai 1940 à Dunkerque dans le paquebot Côte d’Azur et débarquent le lendemain à Flessingue. Cette manœuvre avait été rajoutée au plan le 2 mai. Régiment de série B, le 224e RI est formé en grande partie de réservistes, ses véhicules proviennent de la réquisition et il ne dispose que de 9 canons de 25 sur les 12 prévus. Débarqué avec un groupe du 89e RAD, il fait face aux assauts allemands et perd deux bataillons avant de rembarquer.
Les restes du régiment participent ensuite à la défense de Dunkerque et font partie des unités qui combattent jusqu'à la fin.

## Chefs de corps
- 2 août 1914 - 10 juin 1915 : lieutenant-colonel Charpentier (blessé mortellement au Labyrinthe le 9 juin 1915)[2]
- 11 juin 1915 - 24 août 1916 : colonel Bigeard[2]
- 24 août 1916 - 5 avril 1918 : colonel Mondange[2]
- 6 avril 1918 - 5 septembre 1918 : lieutenant-colonel Sabaton[2]
- 6 septembre 1918 - 5 avril 1919 : lieutenant-colonel Deschamps[2]
- 1939 - 1940 : lieutenant-colonel Cante[5]

## Traditions régimentaires

### Drapeau
Il porte, cousues en lettres d'or dans ses plis, les inscriptions suivantes :
- L'Aisne 1914
- Champagne 1915
- Soissonnais 1918
- La Lys 1918

### Décorations
La cravate du drapeau est décorée de la Croix de guerre 1914-1918 avec quatre citations à l'ordre de l'armée (quatre palmes). La fourragère est aux couleurs du ruban de la Médaille militaire, décernée le 19 décembre 1918.

### Insigne
Écu taillé lie de vin et argenté hermines noires 2 léopards grenade jaune citron.

### Chant du régiment
Le chant du régiment est écrit par Mlle J. Montagnon et inscrit dans l'ordre du régiment le 22 avril 1916 :

## Sources et bibliographie
- Archives militaires du Château de Vincennes.
- À partir du Recueil d'historiques de l'Infanterie française (général Andolenko - Eurimprim 1969).
- Historique du 224e régiment d'infanterie, Paris, Charles-Lavauzelle, 1922, 42 p. (lire en ligne)